# Synophis zaheri
Synophis zaheri — вид змій родини полозових (Colubridae). Ендемік Еквадору. Описаний у 2015 році.

## Поширення і екологія
Synophis zaheri відомі з типової місцевості, розташованої в заповіднику Буенавентура в провінції Ель-Оро, на висоті 874 м над рівнем моря. Вони живуть в гіських хмарних лісах.

## Збереження
МСОП класифікує цей вид як вразливий. Synophis zaheri загрожує знищення природного середовища.